# Vlag van Kayangel

Vlag van Kayangel

De vlag van Kayangel bestaat uit een blauw veld met een gele driehoek. Er staan een roeispaan en twee hibiscusranken op. Blauw en geel zijn dezelfde kleuren als op de vlag van Palau, wat aangeeft dat Kayangel deel uitmaakt van Palau. De driehoek symboliseert de berg van bescherming die wordt geboden door de twee eigendommen van de staat: de hibiscus wordt gebruikt om razende winden te kalmeren; de roeispaan wordt gebruikt om de zeeën te temmen.